# Carpobrotus acinaciformis
Espèce
Carpobrotus acinaciformis est une espèce de plantes charnues de la famille des Aizoaceae, originaire d’Afrique du Sud. Naturalisée dans d'autres régions du monde, elle peut devenir envahissante.

## Description

### Appareil végétatif et reproducteur
Cette plante basse présente des tiges rampantes et des feuilles charnues à trois angles (section triangulaire). Les feuilles mesurent de 5 à 8 cm de longueur pour 15 à 18 mm de largeur ; elles sont vertes, rougeâtres ou rouges selon les conditions de leur environnement. Les fleurs rose pourpre sont grandes (de 5 à 12 cm de diamètre), solitaires et portées par l'extrémité de la tige ("terminales"). 
Le fruit contient un millier de petites graines incluses dans un mucilage.
La floraison a lieu d'avril à juin.

### Espèces similaires

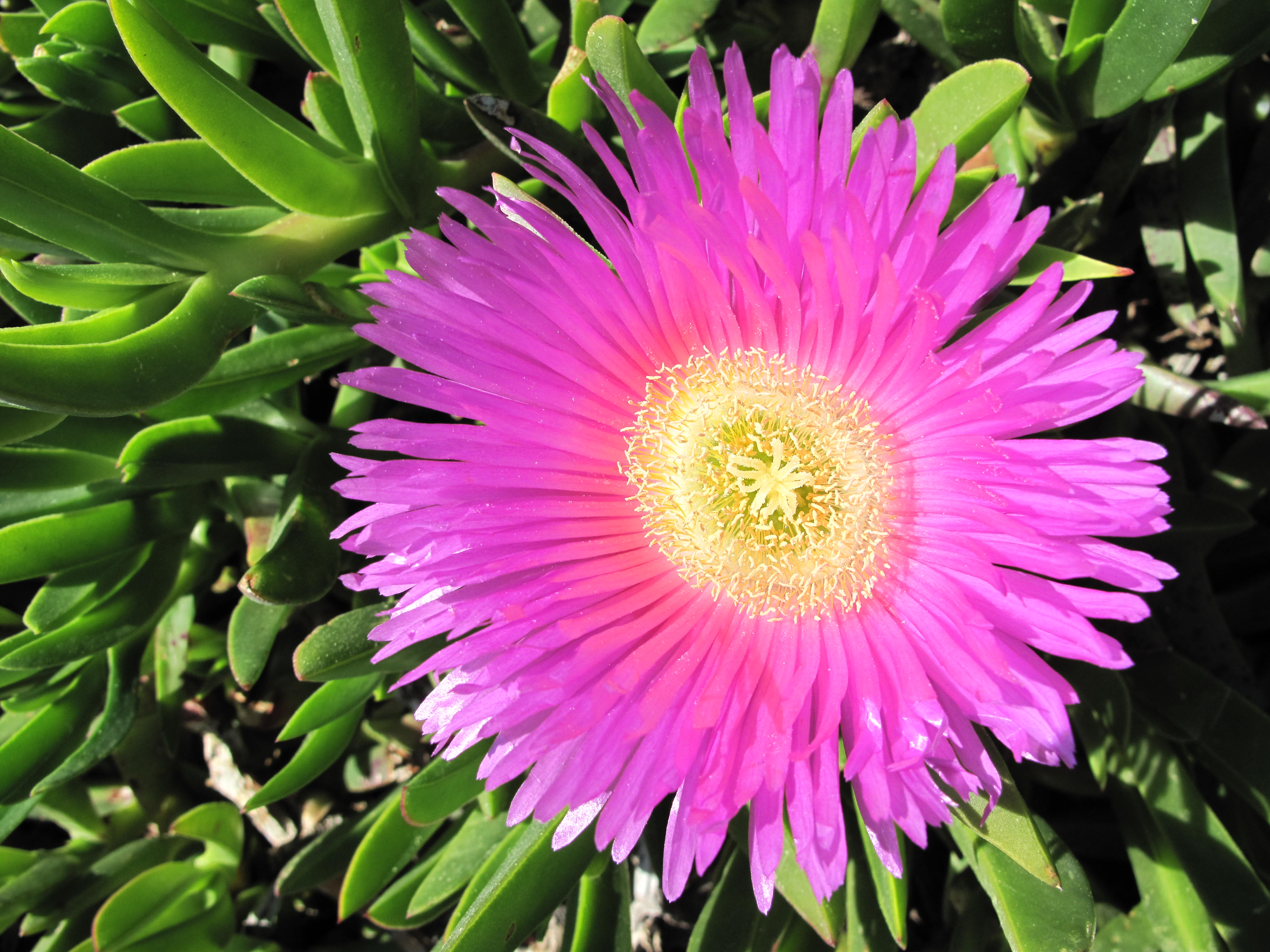
La variété rose de Carpobrotus edulis est très similaire à Carpobrotus acinaciformis

Carpobrotus acinaciformis ressemble à Carpobrotus edulis, dont les feuilles, plus longues et moins larges, ont une section plutôt en triangle équilatéral, alors que Carpobrotus acinaciformis a des feuilles à section plutôt en triangle isocèle. De plus, les fleurs de Carpobrotus acinaciformis sont plus pourpres que celles de Carpobrotus edulis, qui sont de jaunâtres à roses. 
Il existe cependant des hybridations entre ces deux espèces, ce qui peut rendre leur détermination difficile.

## Répartition et habitat

### Répartition
Originaire d’Afrique du Sud, elle a été introduite dans d'autres zones du globe, où elle s'est parfois naturalisée.

### Habitat
Cette plante pousse sur des sols minéraux, sable ou roche. Elle forme souvent de grands tapis végétaux pouvant couvrir plusieurs mètres carrés.

## Carpobrotus acinaciformiset l'homme

### Usage
Le fruit peut être consommé cru, ou cuit en confiture ou jus de fruit au goût acide. Il est consommé notamment en Afrique du Sud.

### Plante envahissante
Échappée des jardins, elle est devenue une plante envahissante.